# 畿内政権論
畿内政権論（きないせいけんろん）または畿内王権論（きないおうけんろん）は、東北大学教授であった関晃によって提唱された、ヤマト王権の実態は貴族共和政もしくは選挙王政だったとする学説、およびそれに関する一連の議論である。

## 概要
戦後の日本古代史学界は戦前の反動もあり、マルクス主義史学が主流となった。マルクス主義史学では資本制生産に先行する土地所有形態のひとつとして、アジアでは強固な共同体的土地所有を基礎にした「専制君主制」が必然的に成立するとし、これを「アジア的（東洋的）専制君主制」と命名し、これを日本の歴史にもあてはめようとしたため、マルクス主義史学の影響の強い研究者は日本古代は専制君主制国家の時代であることを前提としていた。
それに対し東北大学教授であった関晃が1952年に『新日本史大系』第二巻の「古代社会」において、日本古代国家（ヤマト王権）の実態は大王家による専制政権ではなく「近畿地方の氏族連合（畿内ブロック）による全国支配」であるとする見方を呈した。この説はマルクス主義史学の研究者から猛烈な批判を受け、当時では邪馬台国の所在地論争に次ぐ激しい論争となっていたと言われている。
関によれば、日本古代には「大臣」、「大連（おおむらじ）」の下に「マエツギミ」（大夫/群臣/群卿/侍臣/卿大夫）と呼ばれる畿内の有力豪族層が存在し、朝政に参議し、奏宣を行い朝廷権力の主要部を形成し、大化の改新前後も変化なく存続した。「マエツギミ」は推古朝の冠位十二階では第一位の大徳、第二位の小徳に相当し、律令の位階では「五位」以上のものに相当する。日本古代の豪族層がのちの律令制時代の貴族となっていくのであり、まさに「畿内ブロックの全国支配」であったという。

## 反対者
- 北山茂夫 - 1959年、法政大学で行われた歴史学研究会の大会で関の議論に非常に厳しい批判をおこなった[4]。
- 石母田正 -『日本の古代国家』（岩波書店、1971年） にて言及。
- 佐藤長門 - 『日本古代王権の構造と展開』（吉川弘文館、2009年）にて日本古代の合議制はあくまで大王制を保証する機関にすぎなく、合議はあくまで王権のための機関と論じた。
- 川尻秋生 - 合議は大王の諮問に答えて大夫一人ひとりが意見を述べる形式で合議の結果、大夫全体の意思が一本化されるわけではないと指摘した[要出典]。

## 後継者
- 早川庄八- 律令国家最大の祭祀である祈年祭は畿内の特定神社を祭る月次祭と同じ形であり、律令国家は旧来の畿内中心の地域的王権の性格をほとんど変えずにそれを全国に拡大したものである性格を明らかにした[5]。
- 大津透-畿内政権論を裏付ける論文を出した[6]。
- 水谷千秋-「古代豪族と大王の謎」にて関の説に全面的に賛同する訳ではないが６世紀から大化の改新に至るまでは中央豪族の合議制が機能していたとし、畿内政権論への共感を示した[6]。